# Comitato interministeriale per il credito e il risparmio
Il Comitato interministeriale per il credito e il risparmio (CICR) è un organismo presieduto dal Ministro dell'economia e delle finanze al quale il Testo unico bancario (decreto legislativo n. 385 del 1º settembre 1993) attribuisce compiti di alta vigilanza in materia di credito e di tutela del risparmio.
Il comitato interviene sulla regolamentazione dell'attività delle banche e degli intermediari finanziari, deliberando i criteri che regolano l'attività di vigilanza della Banca d'Italia, su proposta della Banca d'Italia stessa, e sulla trasparenza delle condizioni contenute nei contratti per servizi bancari e finanziari, ancora su proposta della Banca d'Italia d'intesa con la Consob.
Il comitato interviene inoltre sulle emissioni obbligazionarie delle Regioni a statuto ordinario e della Valle d'Aosta, per i quali rilascia un cosiddetto "parere conforme".

## Storia
Il CICR odierno trova la sua origine in un organismo similare nato nel 1936 con l'approvazione della cd legge bancaria, impegnata al riordino del sistema imprenditoriale bancario italiano.
Già dall'art. 1 della legge bancaria è possibile evincere il penetrante controllo divisato dalla legge in questione, strutturato attraverso la costituzione di due specifici organi, tra cui il Comitato dei ministri con funzione generale di indirizzo, integrato dal cd Ispettorato, deputato invece alla vigilanza.
All'indomani della seconda guerra mondiale, l'apparato di controllo subisce però alcune modifiche, soprattutto attraverso il d.l.C.p.S., n. 691, del 1947, che istituisce il Comitato interministeriale per il credito e il risparmio, sulla falsariga del precedente Comitato dei ministri.

## Composizione
Sulla base dell'attuale composizione del governo, il CICR è ora composto da 5 ministri:
- Ministro dell'economia e delle finanze, che lo presiede
- Ministro delle politiche agricole alimentari e forestali
- Ministro dello sviluppo economico
- Ministro delle infrastrutture e dei trasporti
- Ministro per gli affari europei

Alle riunioni del comitato partecipa il governatore della Banca d'Italia, il quale però non ha diritto di voto, mentre è facoltà del presidente convocare altri ministri o presidenti di altre autorità di vigilanza che possono essere competenti sugli argomenti di cui è prevista la trattazione.
Il CICR è validamente costituito con la presenza della maggioranza dei suoi membri e delibera con voto favorevole della maggioranza dei presenti.
Il direttore generale del Tesoro svolge funzioni di segretario. Il CICR determina le norme concernenti la propria organizzazione e il proprio funzionamento.
Per l'esercizio delle proprie funzioni il CICR si avvale della Banca d'Italia, che in particolare fornisce l'ufficio di segreteria del CICR.

## Riferimenti normativi
- Decreto legislativo del Capo provvisorio dello Stato 17 luglio 1947, n. 691 - Istituzione di un Comitato interministeriale per il credito ed il risparmio.